# Ганні Келер
Ганні Келер (нім. Hanni Köhler; 1 липня 1907, Берлін — 23 квітня 1982, Сьюард) — німецька мотогонниця, піонерка у світі мотоспорту. Відома як «Королева мотоциклів» 1920–1930-х років.

## Біографія
Народилася в родині Отто Роберта Георга Карла Келера (1873—1927) та Кароліни Терезії Рідль (1872—1955).
У 16 років, закінчивши мотошколу, дебютувала у мотопробігу через Бранденбург у 1923 році.

У 1924 році Ганні взяла участь у нічному перегоні з Лейпцига до Франкфурта-на-Майні, який становив 420 кілометрів. Із семи учасників, серед яких було шість чоловіків, лише Ганні змогла досягти фінішу, подолавши численні труднощі: вона заблукала, годинами штовхала мотоцикл і навіть стикалася з нападами п'яних людей. Після фінішу вона сказала: 
«Коли я дісталася до мети, я була щаслива. Весь Франкфурт мене зустрічав. З неба сипалися квіти».
Великий резонанс викликала її участь у 1926 році як першої жінки в перегонах на Берлінській трасі АФУС, яка відкрилася у 1921 році. У 1927 році Ганні взяла участь у шестиденних змаганнях у Берліні на мотоциклі DKW 175 см³. Того року преса назвала її «королевою мотоциклів».

У 1928 році Міжнародна федерація мотоциклетних клубів (FIM) затвердила десять світових рекордів Ганні у категорії до 125 см³, які вона встановила на мотоциклі Stock Kardan 119 см³ та шинах Continental AG. Її рекорди на трасі автодрому Opel у Рюссельсгаймі включали довгі дистанції за 7, 8, 9, 10, 11, 12 та 24 години, а також на 500 та 1000 кілометрів. Вона показала найкращий час, попри сильний дощ. Журнал «Das Motorrad» у 1928 році писав: 
«Цей великий успіх приніс славу не лише німецькій спортсменці, але й німецькому мотоспорту в цілому, оскільки він вперше після війни повернувся на список світових рекордів».
У 1929 році Ганні виграла кілька гонок у Берліні на Harley-Davidson. Під час Міжнародних шестиденних змагань з ендуро, які проходили у 1929 році через Австрію, Італію, Францію та Швейцарію, вона показала себе на рівні з найкращими чоловіками-учасниками та здобула срібну медаль.
У 1930—1931 роках Ганні керувала магазином мотоциклів у Берліні, де працювало 21 людей. У 1931 році Ганні разом із фотографом та журналістом Максом Ришкою вирушила у велику подорож на мотоциклі Ardie 500 см³ з коляскою. Вони подолали близько 20 000 кілометрів, подорожуючи з Нюрнберга до Цейлону (Шрі-Ланка) і назад до Берліна. Це була перша подорож жінки на мотоциклі з коляскою між Європою та Азією. Після повернення їх зустріла великий натовп берлінців.
6 січня 1933 року Ганні вийшла заміж за барона Оттокара фон Скаль унд Гросс-Елльгут і оселилася з ним в Нижній Саксонії. У них народилося двоє дітей: Міхаель (5 червня 1935) та Стефанія (30 грудня 1937). Після Другої світової війни сім'я переїхала на Аляску.
Її портрет був зображений на цигарковій картці з серії «Moderne Schönheitsgalerie» (укр. «Сучасна галерея краси»), яку випускала компанія Kurmark у 1934 році.
Ганні Келер померла 23 квітня 1982 року в Сьюарді, Аляска, у віці 74 років. Її внесок у мотоспорт залишається важливим прикладом для жінок усього світу.